# Minna Karhu
Minna Marika Karhu (ur. 2 listopada 1971 w Vantaa) – fińska narciarka dowolna. Najlepszy wynik na mistrzostwach świata osiągnęła podczas mistrzostw w Whislter, gdzie zajęła 6. miejsce w jeździe po muldach. Jej najlepszym wynikiem olimpijskim jest również 6. miejsce w tej samej konkurencji na igrzyskach olimpijskich w Nagano. Najlepsze wyniki w Pucharze Świata osiągnęła w sezonie 1996/1997, kiedy to zajęła 10. miejsce w klasyfikacji generalnej, w klasyfikacji jazdy po muldach była trzecia, a w klasyfikacji jazdy po muldach podwójnych była druga.
W 2002 r. zakończyła karierę.

## Osiągnięcia

### Igrzyska olimpijskie
| Miejsce | Dzień     | Rok  | Miejscowość    | Konkurencja      | Zwycięzca            |
| ------- | --------- | ---- | -------------- | ---------------- | -------------------- |
| 19.     | 13 lutego | 1992 | Albertville    | Jazda po muldach | Donna Weinbrecht     |
| 13.     | 12 lutego | 1994 | Lillehammer    | Jazda po muldach | Stine Lise Hattestad |
| 6.      | 11 lutego | 1998 | Nagano         | Jazda po muldach | Tae Satoya           |
| 12.     | 9 lutego  | 2002 | Salt Lake City | Jazda po muldach | Kari Traa            |

### Mistrzostwa świata
| Miejsce | Dzień       | Rok  | Miejscowość | Konkurencja      | Zwycięzca            |
| ------- | ----------- | ---- | ----------- | ---------------- | -------------------- |
| 11.     | 12 lutego   | 1991 | Lake Placid | Jazda po muldach | Donna Weinbrecht     |
| 12.     | 13 marca    | 1993 | Altenmarkt  | Jazda po muldach | Stine Lise Hattestad |
| 10.     | 18 lutego   | 1995 | La Clusaz   | Jazda po muldach | Candice Gilg         |
| 7.      | 8 lutego    | 1997 | Iizuna      | Jazda po muldach | Candice Gilg         |
| 6.      | 19 stycznia | 2001 | Whistler    | Jazda po muldach | Kari Traa            |
| 9.      | 21 stycznia | 2001 | Whistler    | Muldy podwójne   | Kari Traa            |

### Puchar Świata

#### Miejsca w klasyfikacji generalnej
- sezon 1990/1991: 47.
- sezon 1991/1992: 47.
- sezon 1992/1993: 67.
- sezon 1993/1994: 61.
- sezon 1994/1995: 50.
- sezon 1995/1996: 12.
- sezon 1996/1997: 10.
- sezon 1997/1998: 20.
- sezon 1998/1999: 22.
- sezon 1999/2000: 18.
- sezon 2000/2001: 11.
- sezon 2001/2002: 33.

#### Miejsca na podium
1. Mont Tremblant – 27 stycznia 1996 (Jazda po muldach) – 2. miejsce
2. Mont Tremblant – 27 stycznia 1996 (Jazda po muldach) – 1. miejsce
3. Kirchberg – 4 lutego 1996 (Jazda po muldach) – 3. miejsce
4. La Clusaz – 14 lutego 1996 (Jazda po muldach) – 3. miejsce
5. La Clusaz – 15 lutego 1996 (Muldy podwójne) – 3. miejsce
6. Hundfjället – 6 marca 1996 (Jazda po muldach) – 3. miejsce
7. Hundfjället – 6 marca 1996 (Jazda po muldach) – 3. miejsce
8. Tignes – 6 grudnia 1996 (Jazda po muldach) – 3. miejsce
9. Tignes – 6 grudnia 1996 (Jazda po muldach) – 2. miejsce
10. La Plagne – 13 grudnia 1996 (Jazda po muldach) – 3. miejsce
11. La Plagne – 15 grudnia 1996 (Muldy podwójne) – 1. miejsce
12. Whistler Blackcomb – 18 stycznia 1997 (Muldy podwójne) – 3. miejsce
13. Breckenridge – 24 stycznia 1997 (Jazda po muldach) – 3. miejsce
14. Hasliberg – 28 lutego 1997 (Muldy podwójne) – 2. miejsce
15. Hundfjället – 13 marca 1997 (Jazda po muldach) – 3. miejsce
16. Mont Tremblant – 9 stycznia 1999 (Jazda po muldach) – 1. miejsce
17. Mont Tremblant – 9 stycznia 1999 (Jazda po muldach) – 1. miejsce
18. Heavenly Valley – 23 stycznia 1999 (Jazda po muldach) – 1. miejsce
19. Heavenly Valley – 23 stycznia 1999 (Jazda po muldach) – 1. miejsce
20. Whistler Blackcomb – 30 stycznia 1999 (Jazda po muldach) – 2. miejsce
21. Deer Valley – 7 stycznia 2001 (Jazda po muldach) – 3. miejsce

- W sumie 6 zwycięstw, 4 drugie i 11 trzecich miejsc.